# اچ‌ام‌اس سنچوریون (۱۸۹۲)
اچ‌ام‌اس سنچوریون (۱۸۹۲) (به انگلیسی: HMS Centurion (1892)) یک کشتی بود که طول آن ۳۶۰ فوت (۱۱۰ متر) بود. این کشتی در سال ۱۸۹۲ ساخته شد.